# Tenor
| Stimmlagen für Chorsänger | Stimmlagen für Chorsänger |
| Frauenstimmen             | Männerstimmen             |
| ------------------------- | ------------------------- |
| Sopran (S)                | Tenor (T)                 |
| Mezzosopran               | Bariton                   |
| Alt (A)                   | Bass (B)                  |

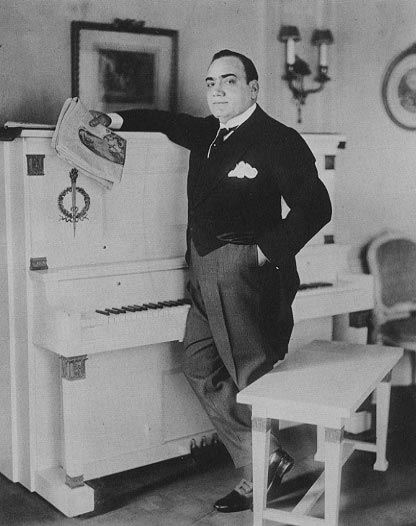
Enrico Caruso, italienischer Tenor

Als Tenor (Betonung auf der zweiten Silbe, Mehrzahl: Tenöre) wird sowohl die hohe männliche Gesangs-Stimmlage als auch ein Sänger (früher auch: Tenorist) mit dieser Stimmlage bezeichnet. Die Bezeichnung bildete sich mit der beginnenden Mehrstimmigkeit heraus, als man die Stimme, die den Cantus firmus hielt, Tenor (von lateinisch tenere „halten“) nannte, während die umspielenden Gegenstimmen Contratenor hießen.
Die Notation der Tenorstimme erfolgt normalerweise im nach unten oktavierenden Violinschlüssel. Teilt sich die Tenorstimme ein Notensystem mit der Bassstimme, beispielsweise bei SATB-Chorsätzen, die auf zwei Notensystemen notiert sind, wird sie untransponiert im Bassschlüssel notiert.

## Tonumfang
Der Tonumfang der Stimmlage Tenor reicht von c (auch B) bis a′ (auch c″). Das Zentrum der tenoralen Tessitur liegt in den meisten Partien zwischen f und g′, der gesamte Umfang üblicher Partien zwischen c und a′. Seit dem Belcanto gelten die Spitzentöne über dem a′ (das sprichwörtliche „hohe C“) als besonders emotionales Ausdrucksmittel und auch als tenoraler Leistungsausweis. In der alten Musik war der penetrante Klang des tenoralen Spitzentons dagegen nicht erwünscht. Dort sind Noten über dem a′ selten zu finden.
In der Oper Mitridate, re di Ponto des 14-jährigen Wolfgang Amadeus Mozart wird der Tenor im vollen Tonumfang von c bis c″ geführt, und zwar sowohl als Durchgangsnote als auch als exponierter Spitzenton. Der höchste Ton, der in der Opernliteratur für einen Tenor vorkommt, ist f″ (eine weitere Quart über dem hohen C), so zum Beispiel in der Partie des Arturo im Schlussensemble der Oper I puritani von Vincenzo Bellini, die für den berühmten Giovanni Battista Rubini komponiert wurde. Diese sehr hohe Tenorstimme, die vor allem bei Rossini, Bellini und Donizetti in der ersten Hälfte des 19. Jahrhunderts Verwendung fand, wird als tenorino oder tenore di grazia, manchmal auch als „tenore contraltino“ bezeichnet. Die hohen Spitzentöne wurden dabei nicht mit Bruststimme gesungen, sondern mit dem sogenannten falsettone.
Eine andere dem „tenore contraltino“ sehr ähnliche oder identische hohe Variante der Tenorstimme ist der „haute-contre“, der aber im Gegensatz zum Countertenor nicht im Falsett, sondern wie auch der „tenore contraltino“ in der Bruststimme gesungen wird. Sie kommt vor allem in der französischen Barockmusik vor. Ein Beispiel ist die Rolle der Platée in der gleichnamigen lyrischen Komödie von Jean-Philippe Rameau. Der Stimmumfang des „haute-contre“ geht von d oder e bis zum d″.

## Stimmfächer
Die Stimmlage des Tenors lässt sich grob in Stimmfächer unterteilen, die die Stimme hinsichtlich ihrer Qualität, ihres Umfangs, ihres Volumens und im Hinblick auf die gesanglichen und darstellerischen Anforderungen charakterisieren. Diese Einteilung ergab sich vor allem aus bühnenpraktischen Gewohnheiten, um Sängern geeignete Rollen zuzuweisen:
- Tenore leggero/Tenore di grazia: Die Stimme ist sehr schlank und leicht und hat ausgezeichnete Beweglichkeit und Koloratur. Typische Partien: Passionen (Bach) – Evangelist, Der Barbier von Sevilla (Rossini) – Graf, La Cenerentola (Rossini) – Don Ramiro
- lyrischer Tenor: weiche, leichte und bewegliche Stimme mit schönem Schmelz und weicher Höhe; typische Rollen: Die Zauberflöte (Mozart) – Tamino, Die Entführung aus dem Serail (Mozart) – Belmonte, Rigoletto (Verdi) – Duca di Mantova
- Spieltenor (Tenorbuffo): die Stimme ist charakterisierungsfähig und beweglich, der Sänger ein gewandter Darsteller. Typische Rollen: Entführung aus dem Serail (Mozart) – Pedrillo, Zauberflöte (Mozart) – Monostatos
- Charaktertenor: spezielles Charakterisierungsvermögen, sogenanntes  Zwischenfach. Typische Rollen: Siegfried (Wagner) – Mime, Rheingold (Wagner) – Mime und Loge
- jugendlicher Heldentenor: metallisch klingende Stimme mit edler tenoraler Färbung und dem Gestaltungsvermögen für lyrische Teile ebenso wie für dramatische Höhepunkte. Typische Rollen: Fidelio (Beethoven) – Florestan, Der Freischütz (Weber) – Max, Euryanthe (Weber) – Adolar, Parsifal (Wagner) – Parsifal, Lohengrin (Wagner) – Lohengrin
- Tenore spinto (von ital. spingere – stoßen): italienisches Gegenstück zum jugendlichen Heldentenor: größere Betonung auf weichem Stimmklang, Beweglichkeit der Stimme und strahlender Höhe, weniger auf reinem Stimmvolumen; der Prototyp des „italienischen Tenors“. Typische Rollen: Aida (Verdi) – Radames, Il trovatore (Verdi) – Manrico, La Bohème (Puccini) – Rodolfo, Tosca (Puccini) – Cavaradossi, Pagliacci (Leoncavallo) – Canio
- Heldentenor: schwere und voluminöse Stimme mit sehr tragfähiger Mittellage und Tiefe, oftmals mit baritonaler Färbung. Typische Rollen: Tristan und Isolde (Wagner) – Tristan, Tannhäuser (Wagner) – Tannhäuser, Siegfried und Götterdämmerung (Wagner) – Siegfried, Otello (Verdi) – Otello
- Der Tenor [ˈtɛnɚ] im Barbershop-Gesang ist aufgrund seiner hohen Lage nicht im eigentlichen Sinne ein Tenor, sondern vielmehr ein Countertenor.

Kaum ein Sänger hat während seiner Karriere ausschließlich Partien aus einem Stimmfach gesungen. Fritz Wunderlich etwa war ursprünglich ein reiner lyrischer Tenor, der gegen Ende seines Lebens immer mehr Partien aus dem Fach des tenore lirico spinto und sogar des jugendlichen Heldentenors sang. Francisco Araiza, ein lyrischer Tenor, der zusammen mit Fritz Wunderlich eine der letzten beiden Referenzen als Mozart-Tenor bildet, hat Partien aller Kategorien, vom Grafen (Der Barbier von Sevilla, Tenore di Grazia) über Rodolfo, (La Boheme, Tenore Spinto), Lohengrin und Stolzing (jugendlicher Heldentenor) bis hin zum Siegmund (Die Walküre, Heldentenor) gesungen. Plácido Domingo, eigentlich ein tenore spinto, hat während seiner Laufbahn auch Partien aus allen anderen Kategorien gesungen: vom Nemorino (Liebestrank, tenore di grazia) über Don Ottavio (Don Giovanni, lyrischer Tenor), Max (Freischütz) und Lohengrin (jugendlicher Heldentenor) bis Parsifal und Tannhäuser (Heldentenor).